# Patrick Lepetit
Patrick Lepetit, né le 21 mai 1966, est un ancien joueur de handball international français jouant au poste de demi-centre. Il est notamment vice-champion du monde en 1993.

## Biographie
En clubs, il a notamment évolué à l'US Ivry jusqu'en 1987 puis au Vénissieux handball avec lequel il remporte deux Coupes de France en 1991 et 1992 et le Championnat de France en 1992. Il rejoint ensuite l'USM Gagny 93 en 1993 puis l'US Créteil en 1994 et ce au moins jusqu'en 1998.
En 2000, il est nommé entraîneur de la Stella Saint-Maur.

## Palmarès

### En équipe nationale
- Championnats du monde
  -  Médaille d'argent au Championnat du monde 1993 en  Suède

- Autres
  -  Médaillé d'argent aux Jeux méditerranéens de 1993 en Languedoc-Roussillon,  France
  -  Médaille d'or aux Goodwill Games de 1994 à Saint-Pétersbourg en  Russie

### En club
Compétitions nationales
- Championnat de France
  - Vainqueur (1) : 1992
  - Vice-champion (3) en 1990, 1991, 1997
- Coupe de France
  - Vainqueur (3) : 1991, 1992 et 1997
  - Finaliste (1) en 1986